# أليكس روبيرتو سانتانا رافاييل
أليكس روبيرتو سانتانا رافاييل (بالبرتغالية: Alex Roberto Santana Rafael) (10 نوفمبر 1989 في البرازيل – )؛ هو لاعب كرة قدم سابق كان يلعب كحارس مرمى.

## وصلات خارجية
- أليكس روبيرتو سانتانا رافاييل على موقع رابطة كرة القدم اليابانية للمحترفين (اليابانية)
- أليكس روبيرتو سانتانا رافاييل على موقع قاعدة بيانات كرة القدم.إي يو (الإنجليزية)
- أليكس روبيرتو سانتانا رافاييل على موقع Soccerway.com (الإنجليزية)
- أليكس روبيرتو سانتانا رافاييل على موقع عالم كرة القدم.نت (الإنجليزية)